# シリアル・ママ
『シリアル・ママ』（原題：Serial Mom）は、1994年のアメリカ映画。ジョン・ウォーターズ監督のブラック・コメディ。

## ストーリー
ボルチモアに住む主婦ビヴァリー・サトフィンは、歯科医の夫と2人の子供を持つ、良き妻であり良き母親である。一家の平和を乱す者や社会のルールを守らない者に対しては、誰であっても容赦はしない。ホラー映画好きな息子を問題視した教師をひき殺したり、娘をフッて他の子に乗り換えた男の子を火かき棒で串刺ししたり、レンタルビデオを巻き戻さないで返却する老婦人を撲殺したりするなどして、次々と「ルールを守らないヤツら」に制裁を加えてゆく。

## キャスト
※括弧内は日本語吹替（BS10スターチャンネル、2025年4月30日放送）
- ビヴァリー・サトフィン: キャスリーン・ターナー（本田貴子[3]） - 母、専業主婦。
- ユージーン・サトフィン: サム・ウォーターストン（菊池正美） - 父、歯科医。
- ミスティ・サトフィン: リッキー・レイク（れいみ） - 娘。
- チップ・サトフィン: マシュー・リラード（土屋神葉） - 息子。
- パイク刑事: スコット・ウェスリー・モーガン（亀山雄慈）
- グレイシー刑事: ウォルト・マクファーソン（菊池康弘）
- スコッティ: ジャスティン・ホーリン（一迫修人） - チップの友人。
- バーディ: パトリシア・ダンノック（新藤みなみ） - チップの彼女。
- カール: ロニー・ホージー（服部敏生） - ミスティの彼氏。
- ドッティ・ヒンクル: ミンク・ストール（雨蘭咲木子） - サトフィン一家の近所に住む夫人。
- ローズマリー・アッカーマン: メアリー・ジョー・キャトレット（大木むつみ） - ビヴァリーの友人。
- スタビンズ先生: ジョン・バディラ（玉井勇輝） - チップの担任教師。
- ベティ・スターナー: キャシー・ファンノン（松枝裕香）
- ラルフ・スターナー: ダグ・ロバーツ（杉崎亮）
- カールのガールフレンド: トレイシー・ローズ（折井あゆみ）
- ジェンソン夫人: パッシー・グレイディ・エイブラムス（新井笙子）
- スザンヌ・ソマーズ（英語版）: 本人（内海祐紀）
- ルーアン: キム・スワン（村松凪）
- ガス: バス・ハワード（森脇陸三）
- スコッピー: アラン・J・ヴェンドル（相馬康一）
- ビックルズ: ティム・カジャーノ（相樂真太郎）
- ハウエル・ホーキンス: ジェフ・マンドン（寺畠陸）
- タップロッター: グウェンドリン・ブライリー・ストランド（田中奏多）
- 陪審員8番: パトリシア・ハースト（折井あゆみ）
- ジョーン・リヴァーズ: 本人
- キャメル・リップス: L7
- ユージーンの歯科助手: ベス・アームストロング ※クレジットなし
- テッド・バンディの声: ジョン・ウォーターズ ※クレジットなし

- 日本語吹替版スタッフ 翻訳：徐賀世子、演出：鍛治谷功、録音・調整：青木臨、制作：ブロードメディア、プロデュース：ジャパネットブロードキャスティング

## 備考
英語圏において連続殺人者のことをシリアル・キラー（Serial Killer）と呼ぶ。題名の「シリアル」はこの意味で使われており、シリアル食品などの「Cereal」とは意味とスペルが違う。ただし、劇中においてチップの「Mom, are you a serial killer?」（ママはシリアル・キラーなの？）という質問に対し、 ベヴァリーは「The only "serial" I know anything about is Rice Krispies」（私が知ってるシリアルはライスクリスピーだけよ）と、とぼけて答えている。発音は英語でも同じであり、日米とも上述のジョークが通じる。